# Tambja ceutae
Tambja ceutae is een slakkensoort uit de familie van de Polyceridae. De wetenschappelijke naam van de soort is voor het eerst geldig gepubliceerd in 1988 door Garcia-Gomez & Ortea.